# Gustav Perger
Gustav Perger (* 29. September 1783 (Taufdatum) in Aachen; † 18. September 1853 in Trier) war ein preußischer Landrat des Landkreises Trier und Geheimer Regierungsrat.

## Leben
Gustav Perger war ein Sohn des Kaufmanns Aloys Perger und dessen Ehefrau Josepha, geb. Schmitz, die beide in Münster verstorben waren. Nach Ende seiner schulischen Ausbildung diente er von Oktober 1799 bis April 1803 als Freiwilliger im Königshusaren-Regiment von Blücher. Von April 1803 bis Mai 1804 war er Supernumerar (Beamtenanwärter) im Sekretariat und in der Registratur der Kriegs- und Domänenkammer Münster. Ab Mai 1804 war er Registrator und Sekretär bei der fürstlich salmischen Domänenkammer in Coesfeld sowie ab Juni 1809 Sekretär der bergischen und später der französischen Unterpräfektur des Arrondissements Steinfurt. Im September 1810 wurde er Chef des Militärbüros der Präfektur Münster und im November 1813 Etappendirektor ebenda. Ab dem 20. Dezember 1813 war er Kriegskommissar und Delegierter der Zivilbehörden im Hauptquartier des russischen Blockade-Korps in Wesel. Zwischen dem 26. Mai 1814 und April 1816 war er für die Abwicklung von Militärgeschäften beim Zivilgouvernement zwischen Rhein und Weser als Gouvernments-Kriegs-Kommissar bzw. als Verpflegungs- und Etapendirektor in Wesel tätig. Am 6. Juni 1816 wurde er zum landrätlichen Kommissar des 1816 in der preußischen Rheinprovinz gegründeten Landkreises Trier ernannt, dem am 29. April 1817 die Ernennung mittels Allerhöchster Kabinettsorder (AKO) zum Landrat ebenda folgte. Nach der Charakterisierung als Geheimer Regierungsrat zum 6. Oktober 1847 wurde er Anfang 1848 beurlaubt und auf eigenes Ersuchen mit Dimissoriale vom 20. November 1848 in den Ruhestand verabschiedet.

## Auszeichnungen
- 18. Januar 1826: Roter Adlerorden 3. Klasse[1]
- 18. Januar 1837: Roter Adlerorden mit Schleife
- 1833: St. Wladimirorden 4. Klasse
- 1844: Orden der Eichenkrone Luxemburg

## Mitgliedschaften
- Mitglied der Trierer Freimaurerloge

## Familie
Gustav Perger heiratete in 1. Ehe Theresia Schmitz und nach deren Tod in 2. Ehe am 5. Juni 1817 in Trier Eva Fischer (* 20. August 1787; † nach 1853), Tochter des Hofbuchbindermeisters und späteren Gastwirts Jakob Fischer und dessen Ehefrau Anna Maria, geb Petri (Petry).
Eine Tochter aus zweiter Ehe, Anna Josepha Emilia Perger (* 11. September 1822 in Trier; † 27. Februar 1856 in Düsseldorf), heiratete am 19. Oktober 1852 in Trier den Offizier Carl Friedrich Hugo Vetter (* 11. März 1817 in Berlin; † 18. Dezember 1871 in Düsseldorf), einen Sohn des Geheimen Ober-Rechnungsrats Friedrich August Vetter (1770–1847) und der Wilhelmine Juliane, geb. von Kircheisen (* 1787 oder 1788 in Berlin), Tochter des Ministers Friedrich Leopold von Kircheisen. Da der Vater des Bräutigams gegen die Verbindung war,  kam ein gemeinsamer Sohn, Peter Hugo Vetter (* 1. November 1841 in Bonn), unehelich zur Welt; erst elf Jahre später heiratete das Paar. Ihr gemeinsamer Sohn wanderte in die USA aus, wo er unter dem Namen Peter Hugat Vetter von Kircheisen am 3. Mai 1884 in Manhattan (NY) Jeannette L. Fuchs, die Tochter des Carl Fuchs und der Louisa, geb. Simon ehelichte.